# 方文雄
方文雄，BBS，JP（1957年—），香港企業家，現為協成行發展有限公司董事總經理，同時出任「方樹福堂基金 （页面存档备份，存于） 」及「方潤華基金 （页面存档备份，存于） 」的主席。

## 生平
方文雄早年於美國工作﹐於1993年回港加入協成行發展有限公司 （页面存档备份，存于），現任董事總經理。方文雄一直心繫社區，出任多個公職，並先後於2008年及2011年獲香港特區政府委任為太平紳士及頒授銅紫荊星章，並於2023年當選第十四屆全國政協委員 （页面存档备份，存于）。除了獲香港城市大學及香港科技大學頒授榮譽院士，他更於2023年獲香港大學頒授名譽大學院士，以及於2024年獲香港浸會大學頒授榮譽大學院士。

## 勳銜
- 香港特別行政區銅紫荊星章[10](2011年)
- 香港特別行政區太平紳士[9](2008年)

## 榮譽
- 香港浸會大學榮譽大學院士 (2024年)[14]
- 香港大學名譽大學院士 （页面存档备份，存于） (2023年)[15]
- 香港科技大學榮譽院士 （页面存档备份，存于） (2022年)
- 香港城市大學榮譽院士 （页面存档备份，存于） (2013年)
- 世界莞商大會組委會傑出莞商 (2022年)
- 許昌市榮譽市民 (2005年)

## 社會公職
- 中國人民政治協商會議第14屆全國委員會委員 （页面存档备份，存于）
- 香港中華總商會永遠榮譽會長[16]
- 團結香港基金顧問[17]
- 香港地產建設商會會董 （页面存档备份，存于）
- 香港大學教研發展基金榮譽會長
- 香港大學基金董事局成員 （页面存档备份，存于）
- 香港中文大學伍宜孫書院院監會成員 （页面存档备份，存于）
- 香港浸會大學基金永遠榮譽董事 （页面存档备份，存于）
- 香港浸會大學諮議會榮譽委員 （页面存档备份，存于）
- 香港科技大學顧問委員 （页面存档备份，存于）
- 香港培華教育基金有限公司常務委員 （页面存档备份，存于）
- 世界自然基金會香港分會董事委員會成員及理事[18]
- 香港紅十字會顧問團成員[19]
- 聯合國兒童基金香港委員會榮譽委員[20]
- 北京大學名譽校董[21]
- 北京大學教育基金會理事會理事
- 暨南大學校董
- 香港管理專業協會理事會委員[22]
- 香江聚賢創會主席[23]
- 香港友好協進會董事[24]
- 香港國際社會服務社顧問委員會委員[25]
- 團結香港基金「商社聚賢」委員會成員[26]
- 香港厚街同鄉會創會會長及永遠會長[27]
- 香港東莞社團總會會長
- 香港東莞社團總會榮譽會長[28]
- 中國殘疾人福利基金會四屆理事會理事
- 香港浙江大學教育基金會第四屆理事會副理事長
- 衞奕信勳爵文物信託受託人委員會主席（2013年4月1日至2019年3月31日）